# 11454 Mariomelita
11454 Mariomelita è un asteroide della fascia principale. Scoperto nel 1981, presenta un'orbita caratterizzata da un semiasse maggiore pari a 2,5979806 UA e da un'eccentricità di 0,1002734, inclinata di 14,58362° rispetto all'eclittica.